# ヘキスト染色

ヘキスト色素の化学構造

ヘキスト染色（ヘキストせんしょく、英: Hoechst stain）は、DNAを染色するための手法である。染色に用いられるヘキスト色素は、青色蛍光色素のファミリーの一部である。これらのビスベンズイミド類は元々ヘキスト社によって開発され、開発順に番号が付けられている。Hoechst 33342はヘキスト社で製造された33,342番目の化合物である。Hoechst 33258、Hoechst 33342、Hoechst 34580という3つの関連化合物が存在する。Hoechst 33258とHoechst 33342が最もよく利用されており、これらは類似した励起-放出スペクトルを有する。

## 分子的性質

ヘキスト色素の励起-蛍光スペクトル

Hoechst 33258とHoechst 33342は、どちらも 350 nm周辺の紫外光で励起され、461 nmで最大強度となる青-シアン蛍光を発する。非結合色素の最大蛍光は 510–540 nmの範囲である。ヘキスト色素はキセノンランプや水銀ランプ、紫外線レーザーによって励起される。励起スペクトルと蛍光スペクトルの間には大きなストークスシフトがあるため、複数の蛍光色素が用いられる実験で有用である。ヘキスト色素の蛍光強度は、溶媒のpHとともに増大する。
ヘキスト色素は、水にも、ジメチルホルムアミドやジメチルスルホキシドのような有機溶媒にも可溶である。濃度は最大で10 mg/mLまで上げることができる。遮光下では、水溶液は2–6 °Cで少なくとも6か月は安定である。溶液の長期保存は−20 °Cかそれ以下での凍結保存を行う。

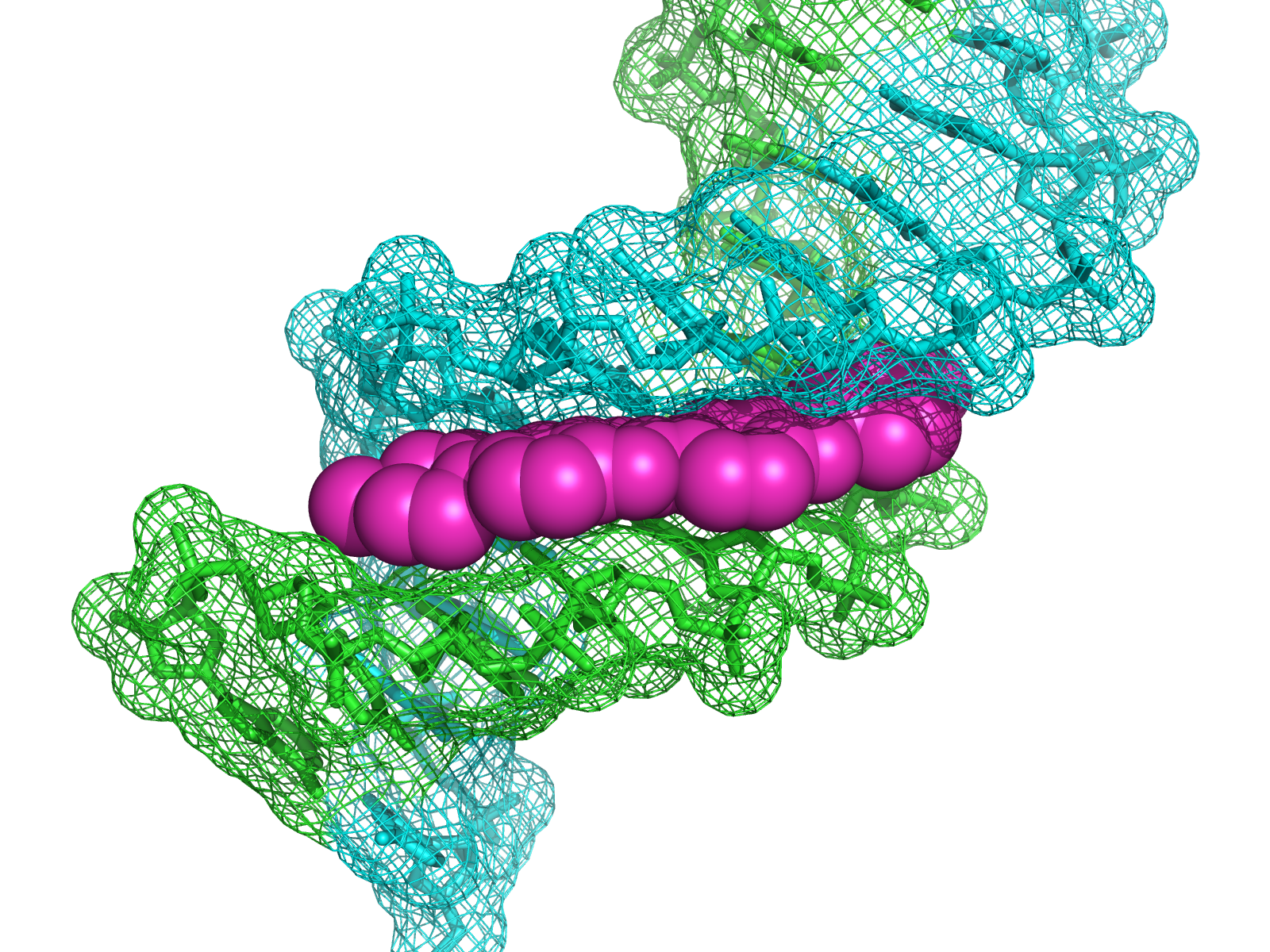
Hoechst 33258（マゼンタ）がDNA（緑と青）の副溝に結合している。

色素は二本鎖DNAの副溝に結合し、アデニン (A) とチミン (T) に富む配列を好む。色素はすべての核酸に結合することができるが、ATに富んだ二本鎖DNAは蛍光を大きく増強する。ヘキスト色素は細胞透過性で生細胞や固定細胞のDNAに結合する。Hoechst 33342は、Hoechst 33258の10倍の細胞透過性を示す。ヘキスト染色はしばしば超生体染色 (supravital staining) と呼ばれるが、それはこれらの化合物で処理された細胞が生存することを意味している。また、特定のABC輸送体を発現している細胞は、これらの色素を細胞質から外部へ能動輸送する。

## 適用例

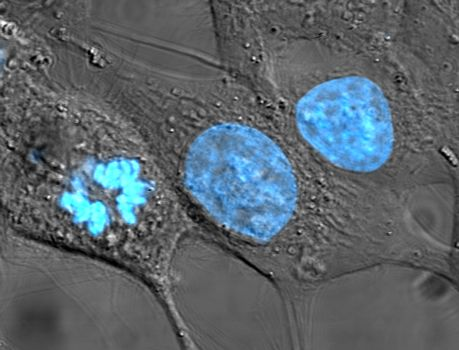
HeLa細胞の透過像にHoechst 33258染色（青）が重ね合わされている。一番左の細胞は有糸分裂の前中期の段階で、DNAが高度に濃縮されているため染色体の蛍光は強い。

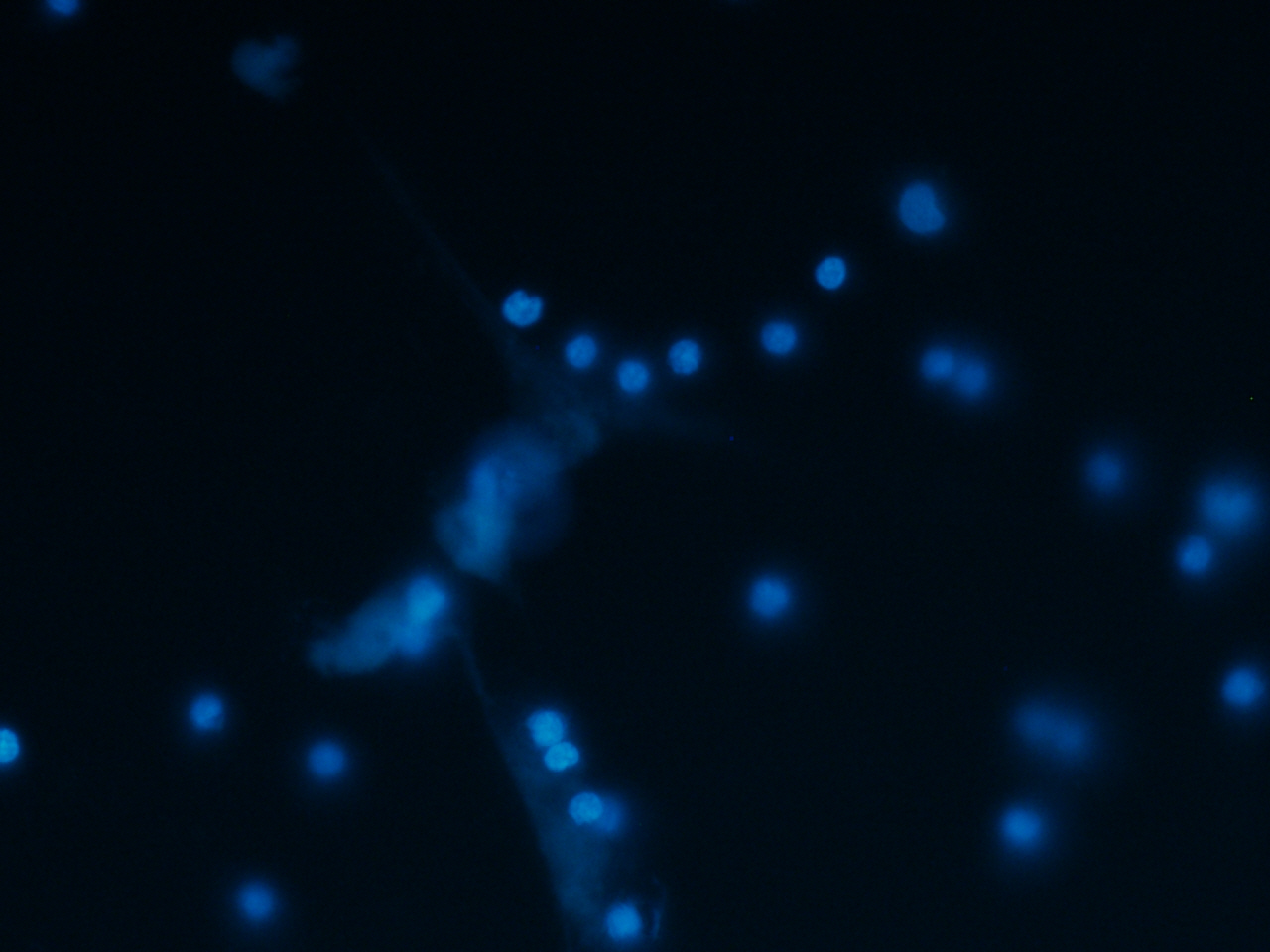
アルツハイマー病患者の静脈血から単離された好中球の培養細胞の蛍光像。試料はDNAを染色するためにHoechst 33342で処理されている。図の中央部のぼんやりした領域では、好中球によるDNAの放出が示されている。これは好中球細胞外トラップの形成が自発的に活性化されていることを示しているが、健常者では通常観察されないものである。

細菌や真核生物の細胞のDNAの染色には0.1–12 µg/mLの濃度がよく利用される。細胞は室温または37 °Cで1–30分染色を行い、洗浄して結合していない色素を除去する。結合していないヘキスト色素の緑色の蛍光が観察されるときは、色素が過剰であるか洗浄が不十分である。ヘキスト色素は、しばしば他の核酸染料であるDAPIの代替物として用いられる。ヘキスト色素はDAPIよりも毒性が低く、染色細胞の高い生存率が確保される。
Hoechst 33342とHoechst 33258はブロモデオキシウリジン (BrdU)によって消光され、分裂している細胞を検出するために利用される。新生DNAはチミジンの代わりにBrdUを組み込む。BrdUがDNAに組み込まれると、臭素原子が副溝を変形させるためにヘキスト色素が最適結合部位に到達できなくなると考えられている。ヘキスト色素の結合自体はBrdUで置換されたDNAの方が強いが、蛍光は生じない。ヘキスト色素は、BrdUとともに使用することで細胞周期の進行をモニターすることができる。
ヘキスト色素は次のような適用例でゲノムDNAの染色によく利用されている。
- 蛍光顕微鏡や免疫染色。しばしば他の蛍光色素とともに利用される[7]。
- フローサイトメトリーによる細胞の計数や分類。ヘキスト色素は、細胞集団の細胞周期状態の分析に利用される[8]。
- アガロースゲル中で、RNA存在下でのDNAの検出[9]
- 自動的なDNA量の決定[10]
- 染色体ソーティング[11]

また、ヘキスト色素の排出も造血幹細胞や胚性幹細胞の研究に利用される。これらの幹細胞は効率的に色素を排出することができるため、フローサイトメトリーでside population (SP) と呼ばれる細胞集団として検出される。検出は、励起されたヘキスト色素から放出される蛍光を赤色 (Hoechst Red)と青色 (Hoechst Blue) のフィルターを通過させ、それらを互いにプロットすることで行われる。

## 毒性と安全性
ヘキスト色素はDNAに結合するため、細胞分裂中のDNA複製に干渉する。したがって、変異原性と発がん性を有する可能性があり、その取扱いと廃棄には注意が必要である。ヘキスト染色は家畜やヒトの精子選別に利用されている。その安全性には議論がある。